# Écluse de l'Orb
L'écluse de l'Orb est une écluse à chambre unique du canal du Midi. Sa construction est lancée en 1854 en même temps que le Pont-canal de l'Orb et mis en service en 1858, avec 2 écluses puis transformé en une seule, elle se trouve à 208 km de Toulouse à 12 m d'altitude. Les écluses adjacentes sont l'écluse de Béziers séparée par le Port Neuf de Béziers à l'est et les écluses de Fonseranes à l'ouest.
Elle est située sur la commune de Béziers dans le département de l'Hérault en région Occitanie.